# Leopold Ružička
Leopold Stjepan Ružička (właściwie Lavoslav Stjepan Ružička, ur. 13 września 1887 w Vukovarze w Austro-Węgrzech, ob. Chorwacja, zm. 26 września 1976 w Mammern) – szwajcarski chemik pochodzenia chorwackiego, laureat Nagrody Nobla w dziedzinie chemii.

## Życiorys
Ružička urodził się 13 września 1887 roku w Vukovarze, leżącym wówczas na terenie Trójjedynego Królestwa Chorwacji, Slawonii i Dalmacji. Jeden z jego pradziadków pochodził z Czech (stąd nazwisko Ružička), jeden z Dolnej Austrii, a jego żona z Wirtembergii, pozostałych pięcioro było Chorwatami. Przodkowie Lavoslava Ružički byli rolnikami i rzemieślnikami, a ojciec, Stjepan Ruzicka był bednarzem. Po jego śmierci Lavoslav Ružička wyjechał wraz z matką, Ljubicą Sever do jej rodzinnego Osijeka. Tam uczęszczał do szkoły podstawowej oraz gimnazjum, w którym używano języka chorwackiego.
W 1906 roku rozpoczął studia chemiczne w Technische Hochschule w Karlsruhe, po szybkim zaliczeniu zajęć programowych rozpoczął badania nad ketenami, we współpracy z Hermannem Staudingerem. Badali m.in. aktywne składniki pyretrum, naturalnego insektycydu. W 1912 roku Staudinger objął zwolnione przez Richarda Willstättera, stanowisko profesora na ETH w Zurychu. Ružička, zatrudniony jako asystent, przeniósł się wraz z nim. W 1917 roku przyjął obywatelstwo szwajcarskie.
W 1916 roku rozpoczął przygotowania do habilitacji, a w ich trakcie podjął współpracę z przedsiębiorstwami perfumeryjnymi, m.in. Haarmann & Reimer, później także Ciba oraz Chuit, Naef & Firmenich. Jego badania nad substancjami zapachowymi doprowadziły do odkryć budowy muskonu i cywetonu. 
W latach 1926–1929 pełnił funkcję profesora chemii organicznej na Uniwersytecie w Utrechcie. W 1929 roku został zaproszony do objęcia katedry na ETH w Zurychu. Współpracując z firmami przemysłowymi, prowadził badania, które doprowadziły do odkrycia męskich hormonów: testosteronu i androsteronu.
Prowadził prace badawcze nad politerpenami (od 1920 roku), opracował syntezy wielopierścieniowych węglowodorów aromatycznych (1926–1931), prowadził badania stereoidów (hormony płciowe – synteza androsteronu i testosteronu, 1934–1935). Jest twórcą tzw. reguły izoprenowej, zwanej także regułą Ružički. W 1939 roku otrzymał wraz z Adolfem Butenandtem Nagrodę Nobla w dziedzinie chemii za prace nad polimetylenami i wyższymi terpenami.
Był członkiem zagranicznym Królewskiej Holenderskiej Akademii Sztuk i Nauk (1940) i  PAN (1959) oraz członkiem honorowym PTChem (1965).
Zmarł 26 września 1976 roku w Mammern.